# ほろよい・小いずみ恋慕情
『ほろよい♥小いずみ恋慕情』（ほろよい こいずみこいぼじょう）は、ゆうきつむぎによる日本の漫画作品。『別冊週漫スペシャル』（芳文社）にて2012年8月号から2013年5月号連載された。話数表示は「肴その ○」（○は漢数字）。単行本は全1巻。全10話。

## 概要
東京の下町を舞台に、主人公と幼馴染の2人、小料理屋の若女将、幼馴染の1人が勤めている会社の女上司を交えた、複雑で歪んだ5人の恋の行方やセックスを描いていく物語。

## 登場人物
原田一樹（はらだ かずき）
本作の主人公。
小和泉まや（こいずみ まや）
本作のヒロイン。

## 書籍
- ゆうきつむぎ 『ほろよい♥小いずみ恋慕情』 芳文社 〈芳文社コミックス〉、全1巻
  1. 2013年6月30日初版発行、2013年6月17日発売 ISBN 978-4-8322-3362-1